# پارک کالاریا زبژدوسکا
پارک کالاریا زبژدوسکا (به لاتین: Kalwaria Zebrzydowska park) یک پارک در لهستان است که در گمینا کالواریا زبژدووسکا واقع شده‌است.

## میراث جهانی
این پارک در فهرست میراث جهانی یونکسو ثبت شده است.